# Kontinentalni kongres
Kontinentalni kongres (engleski: Continental Congress) je naziv za skup delegata trinaest sjevernoameričkih britanskih kolonija koji se prvi put sastao neposredno prije američke revolucije, a za vrijeme same revolucije i nakon nje služio kao privremena vlada novostvorenih Sjedinjenih Američkih Država.

## Prvi Kontinentalni kongres
Prvi Kontinentalni kongres, koji se nakratko sastao u Philadelphiji godine 1774, sastojao se od 56 delegata iz dvanaest od Trinaest kolonija. Sastao se kao reakcija na tzv. Nepodnošljive zakone donesene od strane britanskog Parlamenta godine 1774. Delegati su u znak protesta usvojili odluku o ekonomskom bojkotu te poslali peticiju kralju s ciljem da izlože svoja neslaganja.

## Drugi Kontinentalni kongres
Kada je 1775. godine sazvan Drugi Kontinentalni kongres u dvorani Independence Hall u gradu Philadelphiji, već su započeli oružani sukobi kasnije poznati kao američki rat za nezavisnost (1775. – 1783.). Umjereni delegati Kongresa su se nadali da će se kolonije na kraju pomiriti s Velikom Britanijom, ali je sve popularnija bila opcija potpune nezavisnosti. Kongres je tako u lipnju 1775. donio odluku o stvaranju Kontinentalne vojske, koordinirao rat te u srpnju 1776. donio znamenitu Deklaraciju nezavisnosti. Također je usvojio plan o stvaranju nove vlade kroz Članke o konfederaciji, koji su usvojeni 1781.

## Kongres Konfederacije
Nakon ratifikacije je Kongres dobio novo ime - Kongres Konfederacije. Sastajao se od 1781. do 1789. Nakon završetka rata, Kongres je počeo gubiti na važnosti i na autoritetu. Prema Člancima, Kongres nije mogao utjecati na djelovanje država niti ih tjerati da poštuju njegove zakone i odluke. Zbog toga su najvažniji političari, čak i oni izabrani u Kongres, nerado u njome sudjelovali, preferirajući umjesto toga da rade u svojim državama. Zbog toga je Kongres imao poteškoća s kvorumom. Kada je ratificiran novi Ustav SAD, Kongres Konfederacije je prestao s radom a njegove ovlasti je preuzeo Kongres SAD-a. 

## Vanjske poveznice
- Journals of the Continental Congress